# Ion Caranica
Ion Caranica (n. 1903, Veria, Regatul Greciei – d. 30 noiembrie 1938, Tâncăbești, Snagov, Ilfov, Regatul României) a fost un legionar care a participat, alături de Doru Belimace și Nicolae Constantinescu, la asasinarea prim-ministrului României, Ion Gheorghe Duca, în 1933.

## Biografie
Ion Caranica s-a născut în 1903, în Veria, Regatul Greciei, aflat atunci sub stăpânire turcească. A studiat la Școala Comercială din Salonic, apoi la Academia Comercială din București. 
A aderat la Mișcarea Legionară în 1930, imediat după ce l-a cunoscut pe Corneliu Zelea Codreanu în închisoarea Văcărești. În 1932 a fondat, împreună cu Constantin Papanace, publicația Armatolii, cu scopul declarat de a apăra drepturile coloniștilor aromâni pe care îi considera persecutați de guvernul de la București. 

## Asasinarea prim-ministrului Ion Gheorghe Duca din 1933
În 1933 l-a asasinat, alături de alți doi legionari, Doru Belimace și Nicolae Constantinescu, pe prim-ministrul României Ion Gheorghe Duca, în gara din Sinaia. În aprilie 1934, a fost condamnat pentru această faptă, la muncă silnică pe viață, împreună cu ceilalți doi complici. În închisoare a scris o carte despre problemele aromânilor.

## Moartea
În noaptea de 29/30 noiembrie 1938, în pădurea Tâncăbești, la ordinul regelui Carol al II-lea, Ion Caranica a fost ucis, alături de liderul Gărzii de Fier Corneliu Zelea Codreanu, Decemvirii și ceilalți doi complici la asasinarea prim-ministrului Ion Gheorghe Duca, Nicolae Constantinescu și Doru Belimace, prin strangulare, de către jandarmii care îi transportau la închisoarea Jilava.